# Porfirio Torres
Porfirio Torres (San Juan de los Morros, 21 de septiembre de 1940-Porlamar, 13 de octubre de 2021) fue un locutor de radio venezolano. 

## Biografía
Torres inició su carrera en la radio a los 18 años, empezando con el programa El tío de los jiraharas, en Radio Tropical, y trabajando luego en Radio Difusora de Venezuela y en Radio Capital como locutor de cabina.
Su mayor éxito en su carrera fue como narrador de Nuestro insólito universo, transmitido desde 1969 por la Radio Nacional de Venezuela y las emisoras que conforman los circuitos Éxitos y Onda del Circuito Unión Radio.
Recibió el Premio Nacional de Cultura en 2019 y el Premio Aquiles Nazoa en 2020, al igual que varios premios del Colegio Nacional de Periodistas (CNP).
También fue voz de algunas cuñas publicitarias para radio y televisión. En este último medio fue también locutor de promociones de Venezolana de Televisión entre 2001 y 2005.[cita requerida]